# Eg White
Francis Anthony 'Eg' White, född 22 november 1966, är en brittisk musiker, låtskrivare och skivproducent. White är mest känd för sina samarbeten med framgångsrika artister i popgenren som exempelvis Adele, Duffy, Will Young och James Morrison. År 2009 mottog han det prestigefyllda priset the Ivor Novello Songwriter of the Year.

## Biografi
White startade sin karriär i band som Yip Yip Coyote och, tillsammans med sin bror David, Brother Beyond i slutet av 1980-talet. Eg White lämnade Brother Beyond när de började samarbeta med låtskrivarteamet Stock Aitken Waterman och fick därför heller aldrig åtnjuta de listframgångar bandet fick.
År 1990 träffade White Alice Temple som var fotomodell och BMX-åkare på elitnivå. Tillsammans bildade de duon Eg and Alice, och året efter släppte de sin debutplatta 24 Years of Hunger, vilket mottogs positivt av kritikerkåren. Albumet beskrivs av Allmusic på följande sätt: "one of the finest, most refined and fully realized recordings of the era, employing a much more sophisticated and romantic style than anything else out of England at the time". Trots att skivan hyllades i pressen och att det kom två singlar från albumet, "Indian" och "Doesn't Mean That Much to Me", blev det en kommersiell flopp.
White blev tillfrågad att producera den självbetitlade debuten från bandet Kinky Machine (1992), men lämnade därefter musikindustrin. År 1996 släppte han soloplattan Turn Me On, I'm a Rocket Man, återigen med ett positivt mottagande från recensenterna men med dåliga försäljningssiffror. Skivan innehöll en cover på Jellyfishs "Stay Home", vilken även släpptes på singel.
Sedan fokuserade White på låtskrivande åt andra artister istället. Framgången började komma och Whites kompositioner hamnade på skivor med bland andra Alice Temple (Hang Over), Emilíana Torrinis (Love in the Time of Science) och Mark Abis (Changing Inside). 
År 2003 fick Eg White sin efterlängtade listetta i England, då Will Young spelade in låten Leave Right Now. Och sedan dess har framgångarna avlöst varandra, artister som Duffy, Adele, James Morrison, Joss Stone och Will Young har alla legat högt på försäljningslistorna med Whites låtar. Han har även fått med sånger på album med Kylie Minogue och Pink. Han har tilldelats Ivor Novello Awards som Songwriter of the Year två gånger (2004 och 2009) och 2010 fick han sin andra listetta genom Diana Vickers hit "Once", en låt White skrev tillsammans med Cathy Dennis.
White startade det egna skivbolaget Spilt Milk Records 2009. Första artist att bli kontrakterad blev Lauren Pritchard. Samma år skrev White själv kontrakt med Parlophone Records och släppte sin andra soloplatta Adventure Man samma år

## Låtskrivare - Diskografi i urval

### Singlar
- 2024: "When You're Here" - Albin Lee Meldau
- 2021: "When You Were Mine" - Joy Crookes
- 2020: "Last 100" - Tom Misch
- 2020: "Tidal Wave" - Tom Misch
- 2020: "Festival" - Tom Misch
- 2020: "The Real" - Tom Misch
- 2018: "Like Everybody Else" - Lennon Stella
- 2015: "Fight for Love" - Kwabs
- 2014: "Good Thing" - Sam Smith
- 2014: "I've Told You Now" - Sam Smith
- 2011: "What The Water Gave Me" - Florence + The Machine
- 2011: "Nothing's Real But Love" - Rebecca Ferguson (sångare)
- 2011: "Yeah Right" - Dionne Bromfield
- 2011: "If Time Is All I Have" - James Blunt
- 2010: "Not The Drinking" - Lauren Pritchard (oktober 2010)
- 2010: "Painkillers" - Lauren Pritchard (juli 2010)
- 2010: "Once" - Diana Vickers (UK #1)
- 2009: "Water And A Flame" – Daniel Merriweather
- 2009: "Spilt Milk" - Kristina Train
- 2008: "Changes" - Will Young (UK #10)
- 2008: "Let It Go" - Will Young
- 2008: "Love, Love, Love" - James Blunt
- 2008: "You Think I Don't Care" - Jack McManus
- 2008: "Warwick Avenue" - Duffy (UK #3)
- 2008: "Tired" - Adele (Spanien #4)
- 2008: '"Chasing Pavements"' – Adele (UK #2)
- 2007: "No Man's Land" - Beverley Knight
- 2007: "Just a Little Bit" - Mutya Buena
- 2006: "You Give Me Something" – James Morrison (UK #5)
- 2006: "Wonderful World" – James Morrison (UK #8)
- 2006: "Who Am I" - Will Young (UK #11)
- 2005: "Shiver" – Natalie Imbruglia (UK #8)
- 2005: "Call My Name" - Charlotte Church (UK #10)
- 2005: "Dirty Business" - Sara Jorge (UK Dance & Club charts #1)
- 2004: "You Had Me" – Joss Stone (UK #9)
- 2003: "Leave Right Now" – Will Young (UK #1)
- 2001: "Unemployed In Summertime" - Emilíana Torrini
- 2001: "Easy" - Emilíana Torrini
- 1999: "To Be Free" - Emilíana Torrini
- 1999: "Dead Things" - Emilíana Torrini

### Albumspår
- 2011: "Two", "Here To Stay" - "Two", Lenka
- 2011: "Yeah Right", "Muggin'" - "Good For The Soul", Dionne Bromfield
- 2011: "If Time Is All I Have", "Turn Me On" - "Some Kind Of Trouble", James Blunt
- 2010: "Take It All" - "21", Adele
- 2009: "Bring It Back" - Kris Allen, Kris Allen
- 2009: "Hurricane Drunk" - Lungs, Florence and the Machine
- 2009: "Call In The Maker", "Don't Remember", "Don't Beg For Love", "Half Light", "It's Over Now" - Spilt Milk, Kristina Train
- 2008: "Innocent" - Songs for You, Truths for Me, James Morrison
- 2008: "Changes", "I Won’t Give Up", "Tell Me The Worst" - Let It Go, Will Young
- 2008: "Hot Mess", "Waiting For Time" - Sam Sparro, Sam Sparro
- 2008: "Warwick Avenue", "Delayed Devotion", "Hanging On Too Long" – Rockferry, Duffy
- 2008: "Chasing Pavement", "Tired", "Melt My Heart To Stone" – 19, Adele
- 2008: "One Foot Wrong" - Funhouse, Pink
- 2008: "Beggar's Prayer" - Me and Armini, Emilíana Torrini
- 2007: "The Sun Is Always Blinding Me" - This Delicate Thing We've Made, Darren Hayes
- 2007: "Cosmic" - X, Kylie Minogue
- 2007: "I'll Take Everything" - All The Lost Souls, James Blunt
- 2006: "Mancunian Way” - Beautiful Word, Take That
- 2006: "Keep On", "Think About It", "Save Yourself" - Keep On, Will Young
- 2005: "Fisherman's Woman" - Fisherman's Woman, Emilíana Torrini
- 2003: "Leave Right Now", "Going Out Of My Way", "Out Of My Mind" - Friday's Child, Will Young
- 1999: "Fingertips", "Tuna Fish", "Sea People" - Love In The Time Of Science, Emilíana Torrini

### Som skivproducent
- 2011: "Turn Me On" - James Blunt
- 2010: Wasted In Jackson, Lauren Pritchard
- 2010: "Bring It Back" - Kris Allen
- 2009: "Hurricane Drunk" - Lungs, Florence and the Machine
- 2008: "Changes", "Let It Go", "I Won’t Give Up" - Will Young
- 2008: "Innocent" - James Morrison
- 2008: "Chasing Pavements", "Tired”, "Melt My Heart To Stone" - Adele
- 2008: "One Foot Wrong" - Pink
- 2008: "Hot Mess”, "Waiting For Time" - Sam Sparro
- 2007: "Cosmic" - Kylie Minogue
- 2006: "You Give Me Something", James Morrison
- 1999: "Sea People" - Emilíana Torrini

## Eg and Alice - Diskografi

### Singlar
- "Indian" (Warner Music Group|WEA Records 1991)
- "Doesn't Mean That Much to Me" (WEA Records 1991)

### Album
- 24 Years Of Hunger (WEA Records 1991)

Låtlista
1. "Rockets"
2. "In a Cold Way"
3. "Mystery Man"
4. "And I Have Seen Myself"
5. "So High, So Low"
6. "New Years Eve"
7. "Indian"
8. "Doesn't Mean That Much to Me"
9. "Crosstown"
10. "IOU"
11. "I Wish"

## Soloutgåvor

### Singlar
- 2015: "You Fooled Me" (Lakeshore Records)
- 2006: "Broken" (Ricky Ross) (Parlophone Records Ltd.)
- 1997: "Made My Baby Cry" (Warner Elektra Atlantic)
- 1996: "Stay Home" (Andy Sturmer)

### Album
- Turn Me On, I'm a Rocket Man (WEA Records, 1996)

Låtlista
1. "Nothing Comes Easy" (Eg White)
2. "Made My Baby Cry" (Eg White)
3. "What Can I Do" (Eg White)
4. "Stay Home" (Andy Sturmer)
5. "Mr Cool" (Eg White)
6. "Do It for Myself" (Eg White)
7. "Sister Blue" (Eg White)
8. "Holding It In" (Eg White)
9. "I Wish You Could Be Happy Too" (Eg White)
10. "Angel" (Eg White)
11. "My Lovely Valentine" (Eg White)

- Adventure Man (Spilt Milk Records 2009)

Låtlista
1. "But California" (Eg White)
2. "Weird Friendless Kid" (Eg White, Louis Elliot)
3. "My People" (Eg White)
4. "'Til The End" (Eg White, Aret Komlosy)
5. "Pay Later" (Eg White, Neil Hannon)
6. "Broken" (Eg White, Ricky Ross)
7. "There's Going To Be Someone" (Eg White, Matt Marston)
8. "Whatever Makes You Sick" (Eg White)
9. "Time To Fall" (Eg White)
10. "If You Run" (Eg White, Neil Hannon)
11. "Pull Me Through" (Eg White, Alice Temple)
12. "Our Turn Will Come" (Eg White, Jack Hues)

Daily Music Guide.